# Yangmingshan
El Parc Nacional Yangmingshan (xinès:陽明山, pinyin: Yángmíng shān, Pe̍h-ōe-jī: Iûⁿ-bêng-soaⁿ) és un dels nou parcs nacionals de Taiwan, situat entre Taipei i la ciutat de Nova Taipei. Les zones que acullen parts del parc son els districtes Beitou i Shilin de Taipei; i els districtes Wanli, Jinshan i Sanzhi de Nova Taipei. El parc nacional és conegut per les seves flors de cirerer, aigües termals, dipòsits de sofre, fumaroles, serps verinoses i rutes de senderisme, inclòs el volcà adormit més alt de Taiwan, la Muntanya Qixing (Set Estels) (1.120 m).

## Història
Aquesta serralada es va anomenar originalment "Muntanya de l'herba" (xinès:草山) durant la dinastia Qing, en referència a la muntanya Datun (xinès:大屯山). Durant aquest període els funcionaris estaven preocupats pels lladres que robaven sofre dels rics dipòsits de sofre de la zona, de manera que regularment prenien foc a la muntanya. Així, només es podien veure herbes i no els arbres.
També conegut com a Parc nacional de Dalton va ser el primer parc nacional de Taiwan, fundat el 27 de desembre de 1937. Va ser un dels tres parcs nacionals fundats pel governador general de Taiwan, Seizō Kobayashi durant l'ocupació de Taiwan sota dominació japonesa.
El 1950, el president Chiang Kai-shek, va canviar el nom de la muntanya a Yangmingshan per commemorar l'erudit de la dinastia Ming Wang Yangming. El 1962, l'aleshores Oficina Provincial d'Obres Públiques de Taiwan va començar a planificar el parc nacional de Yangmingshan. La superfície inicial prevista era de 28.400 hectàrees, inclòs el Muntanya Guanyin i el Grup volcànic de Tatun.

## Paisatge i geologia
A diferència dels parcs nacionals d'alta muntanya, el parc nacional de Yangmingshan té una alçada inferior. Les altituds de les muntanyes oscil·len entre els 200 i els 1.120 metres, i esdevenen paisatges com ara dorsals, valls, llacs, cascades i conques. Les roques d'andesita constitueixen la major part de la geologia de la zona.

## Xiaoyoukeng
Xiaoyoukeng és una zona de paisatge geològic post-volcànic situada al parc nacional de Yangmingshan al nord de Taiwan. i al peu nord-oest de la muntanya Set Estels. Es troba a uns 805 metres sobre el nivell del mar i és famosa per les fumaroles, els cristalls de sofre, les aigües termals i l'espectacular «terreny de despreniments» format per l'activitat postvolcànica.
Des de l'aparcament de Xiaoyoukeng es pot accedir a rutes de senderisme fins a la muntanya Set Estels. La part superior del camí es troba a 1.120 metres sobre el nivell del mar, que és el cim més alt de la ciutat de Taipei. El camí Xiaoyoukeng pot connectar amb el parc Qixing, l'estany de Menghuan i Lengshuikeng. El camí també connecta amb el centre de visitants, el segon aparcament de Yangmingshan i l'estació d'autobusos de Yangmingshan.

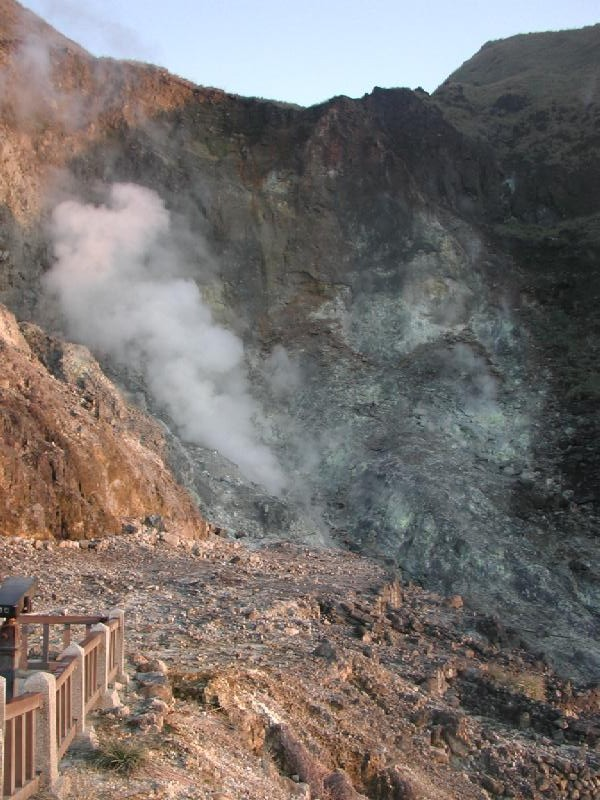
Una fumarola activa a Xiaoyoukeng.

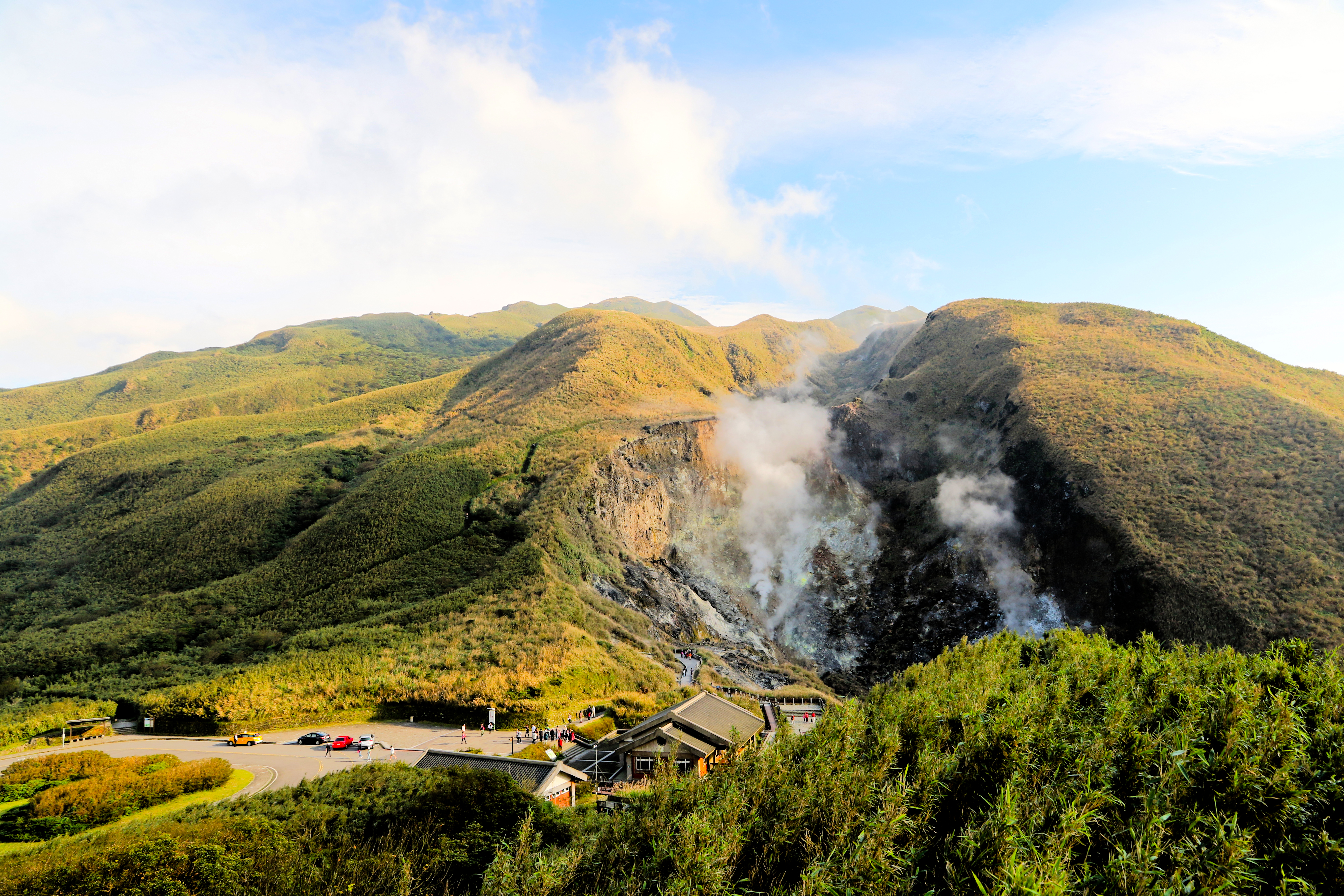
Una visió llunyana de la fumarola de Xiaoyoukeng.

## Flora i fauna
A causa dels efectes de l'activitat post-volcànica i la precipitació, el sòl de la regió és altament àcid. Amb la influència del monsó del nord-est i els microclimes de la zona, les temperatures hivernals són molt més baixes que a les zones circumdants. Els factors anteriors fan que la vegetació difereixi de la d'altres regions de la mateixa latitud. Algunes plantes d'altitud mitjana i alta es poden trobar aquí com la Cordia dichotoma i l'auró japonès. Els grups vegetals es poden dividir en boscos pluvials monsònics subtropicals, boscos temperats de fulla ampla de fulla perenne i prats de carena muntanyosa. Hi ha 1.360 espècies de plantes de feixos vasculars a la regió. Alguns dels més comuns són el nanmu vermell, el machilus de fulla gran, la Liquidambar formosana, el cirerer de Taiwan, la coriera de Mori i el cirerer de taques fosques. El més famós és l'isoeta de Taiwan a l'estany de Menghuan, una falguera aquàtica que només es troba a Taiwan. El Mt. Datun és un dels llocs més coneguts per veure algunes de les 168 espècies de papallones al nord de Taiwan. El millor moment per veure les papallones és de maig a agost. Les més comunes són de les famílies Papilionidae, Danainae i Nymphalidae. També hi ha 122 espècies d'ocells a la regió. El bou semisalvatge és un dels atractius destacats de la zona.

## Espais històrics i culturals
- Universitat de Cultura Xinesa
- Edifici Chung-Shan: lloc de trobada de l'extinta Assemblea Nacional (República de la Xina)
- Castell de la Muntanya d'Herba - Residència d'estiu de Chiang Kai-shek
- Edifici Guangfu: construït el 1971 amb arquitectura d'estil de palau xinès del nord per commemorar la Revolució Xinhai.[11]
- Casa i tomba del famós escriptor Lin Yutang
- Yangmingshuwu - Antics arxius del partit del Kuomintang
- Habitatge militar nord-americà de Yangmingshan
- Cementiri públic número 1 de Yangmingshan: conté les tombes de Sun Fo i Homer Lea.[12]
- Escola Europea de Taipei
- Tomba de Puru, pintor, educador i cosí de l'últim emperador xinès Puyi.[13]
- Tomba de Yu Youren
- Cementiri militar de la muntanya Wuchih

## Galeria

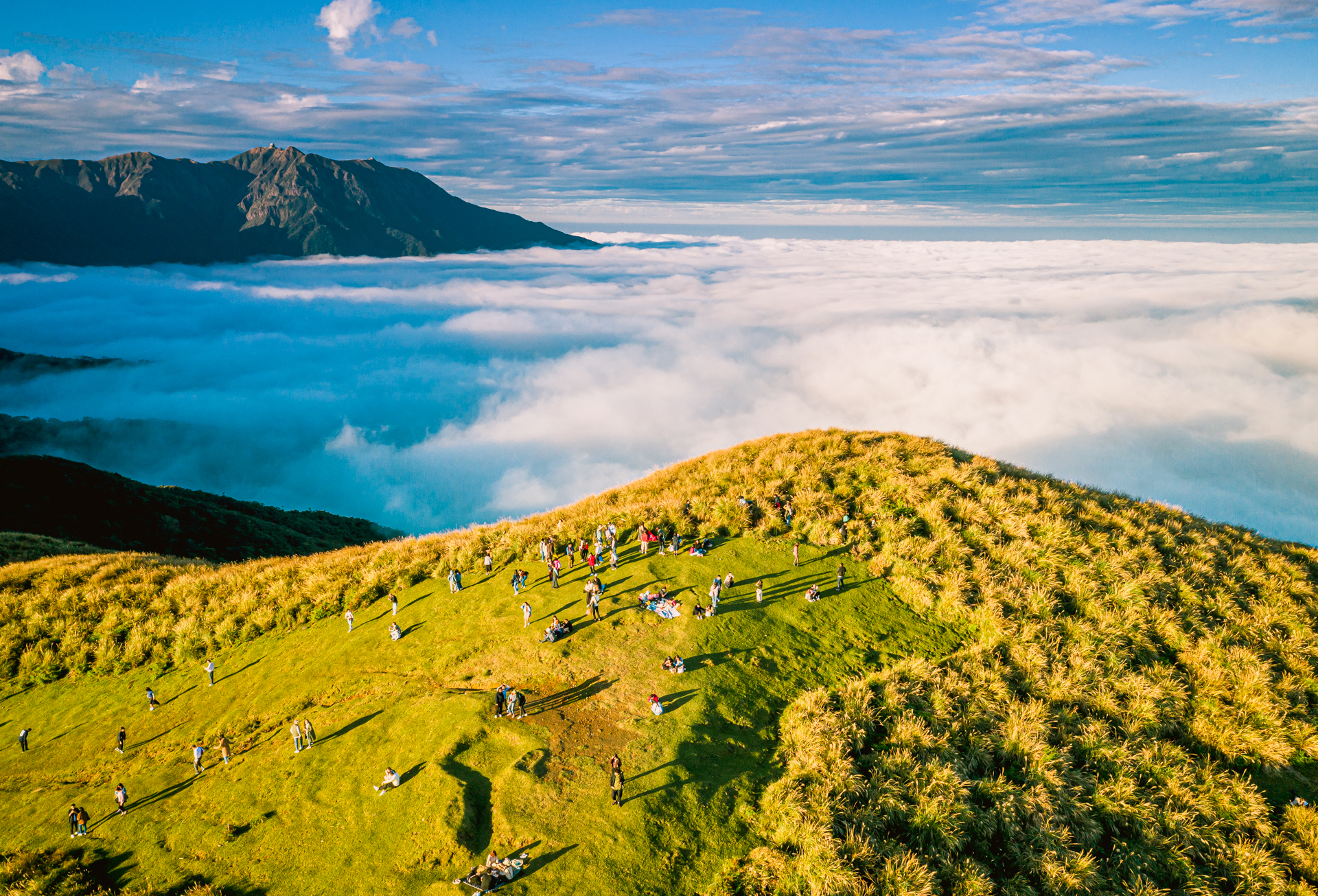
Qingtiangang.
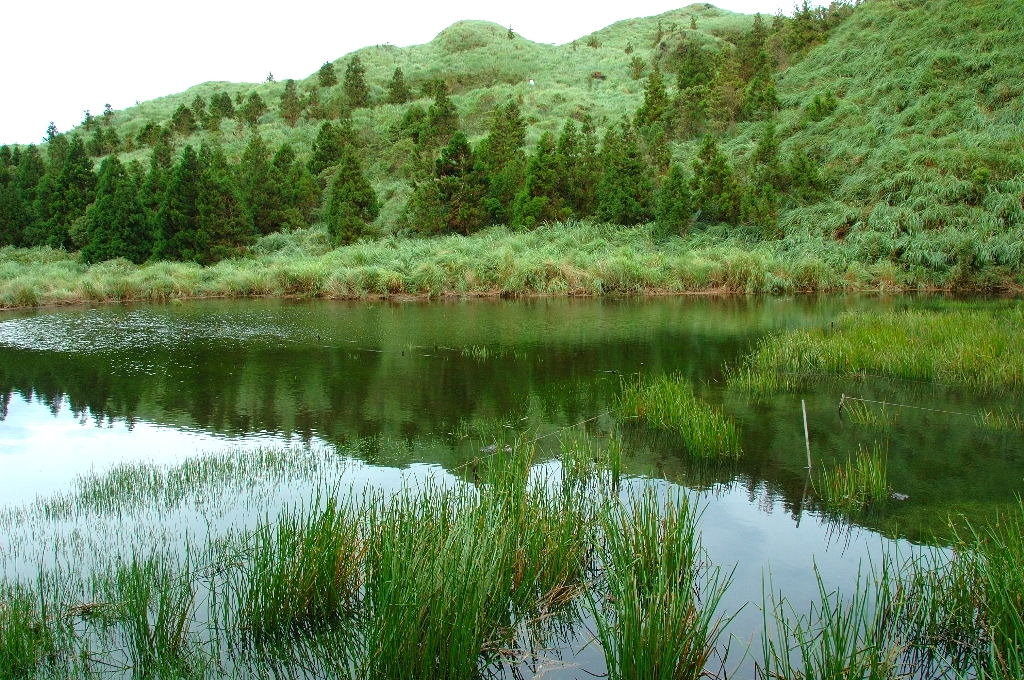
Llac dels somnis.
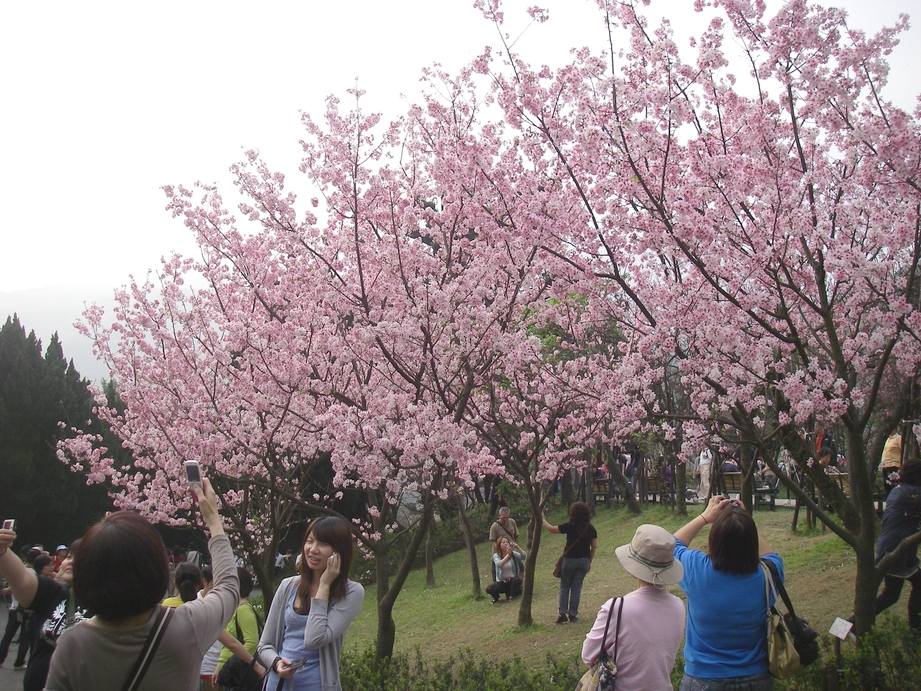
Flor de cirerer.
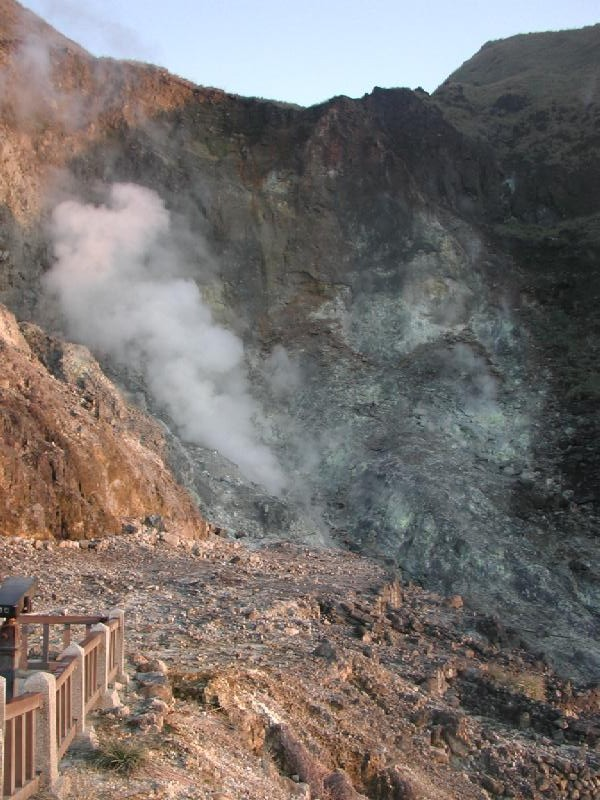
Vista més propera de la fumarola a la muntanya Set Estels.
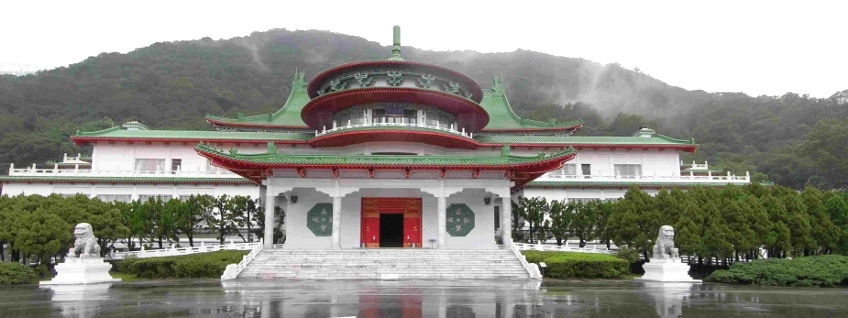
Edifici Chung-Shan a Yangmingshan.
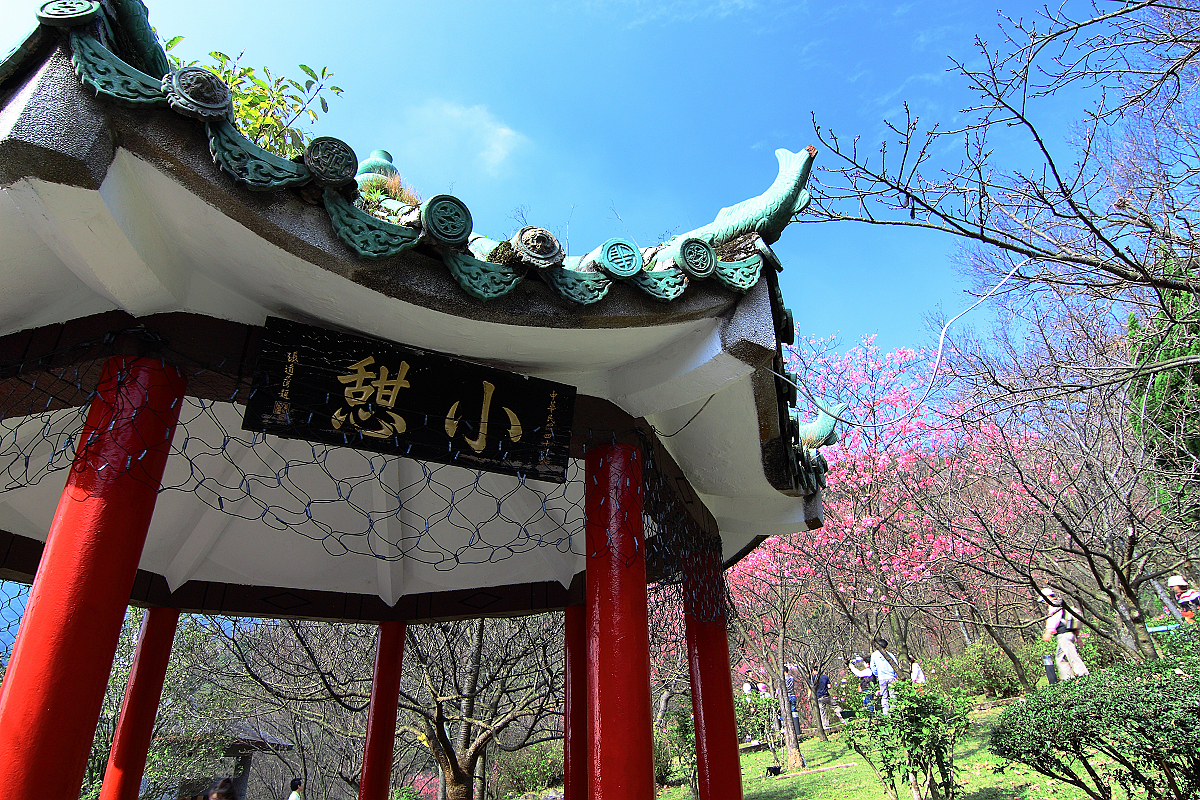
Pavelló xinès i flor de cirerer.
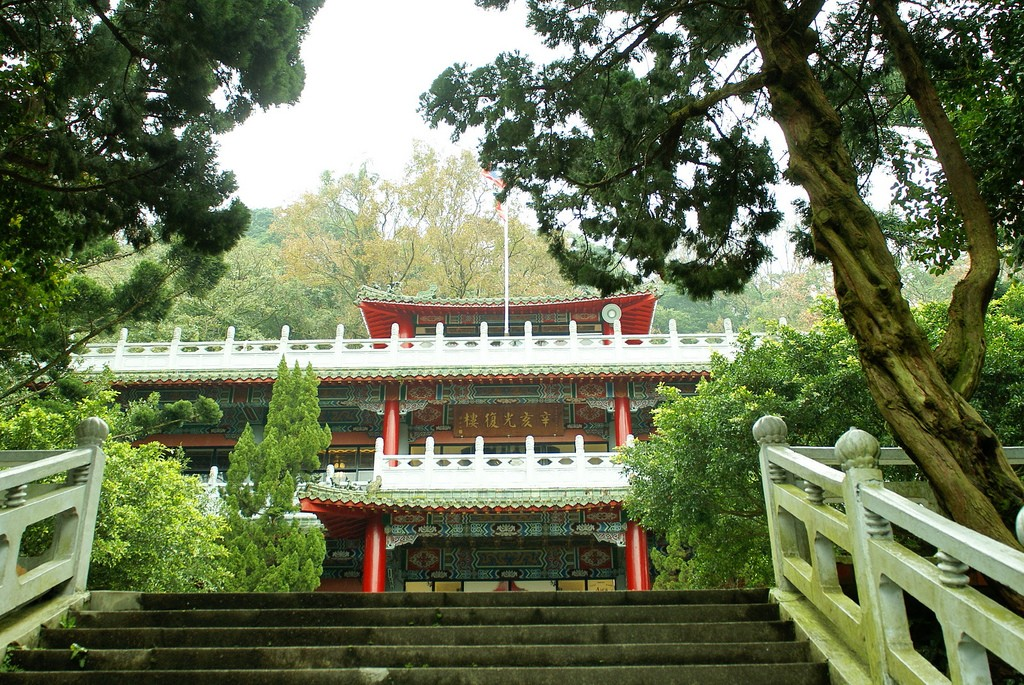
Edifici Guangfu.
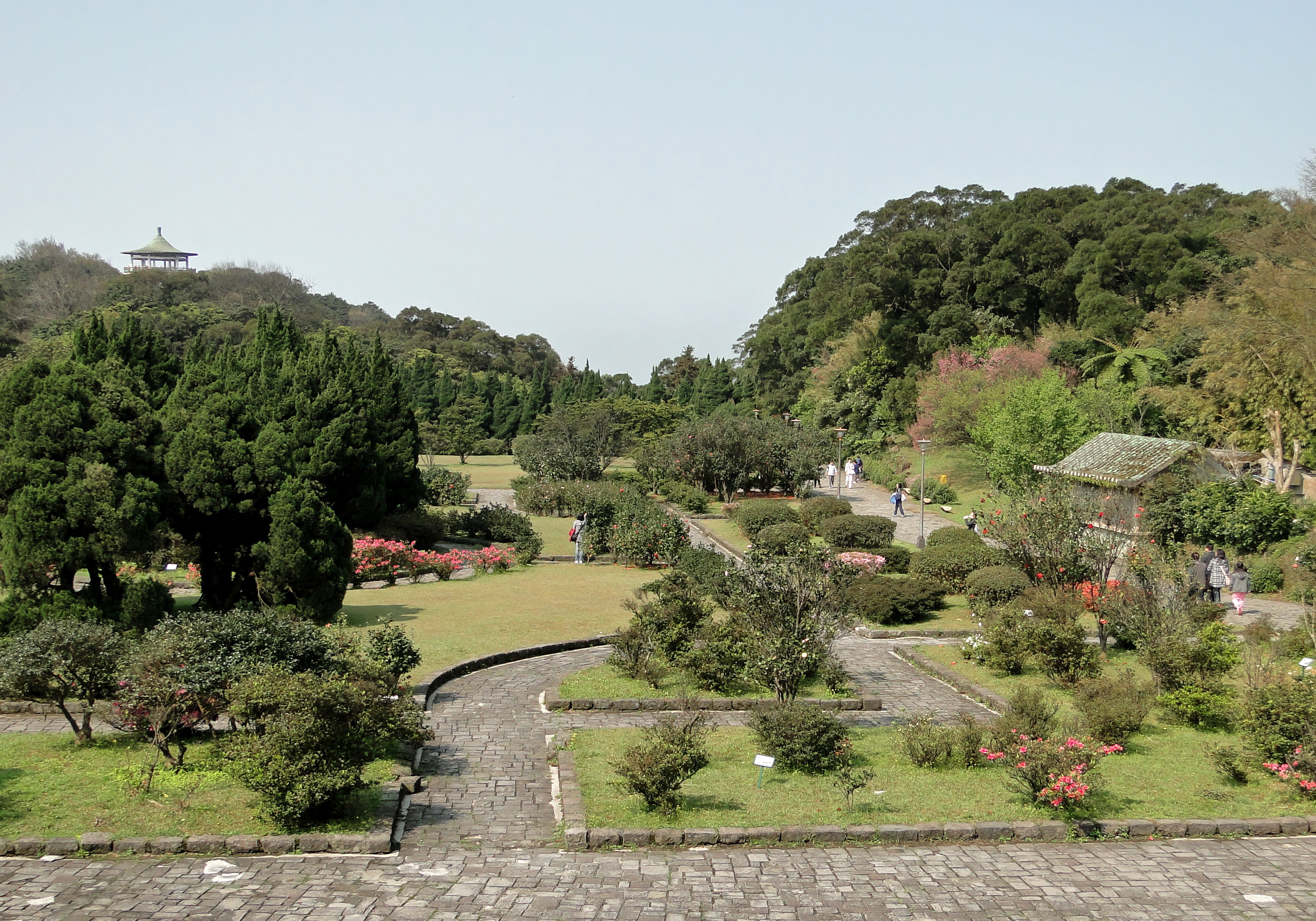
Un parc a prop de l'entrada.
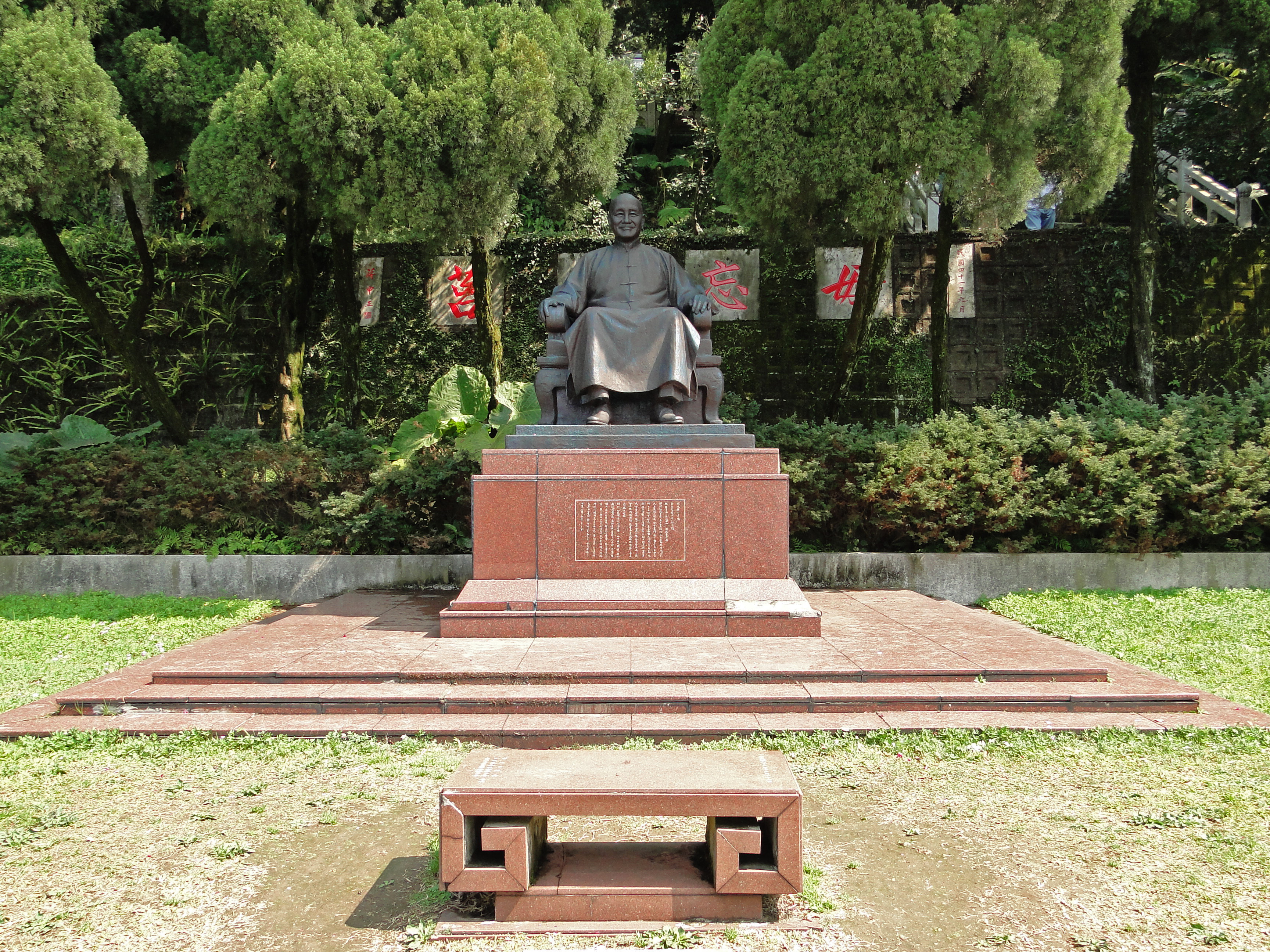
Estàtua de Chiang Kai-shek al parc.
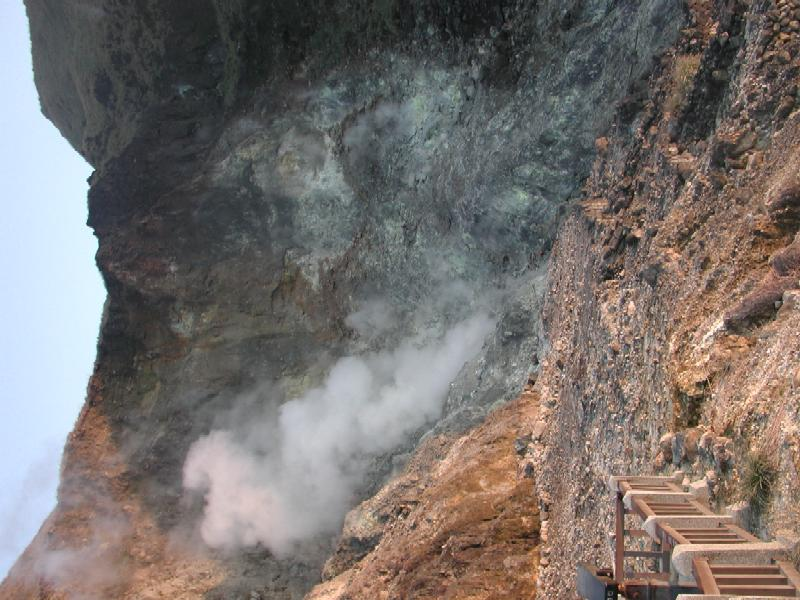
Fonts termals de Yangmingshan
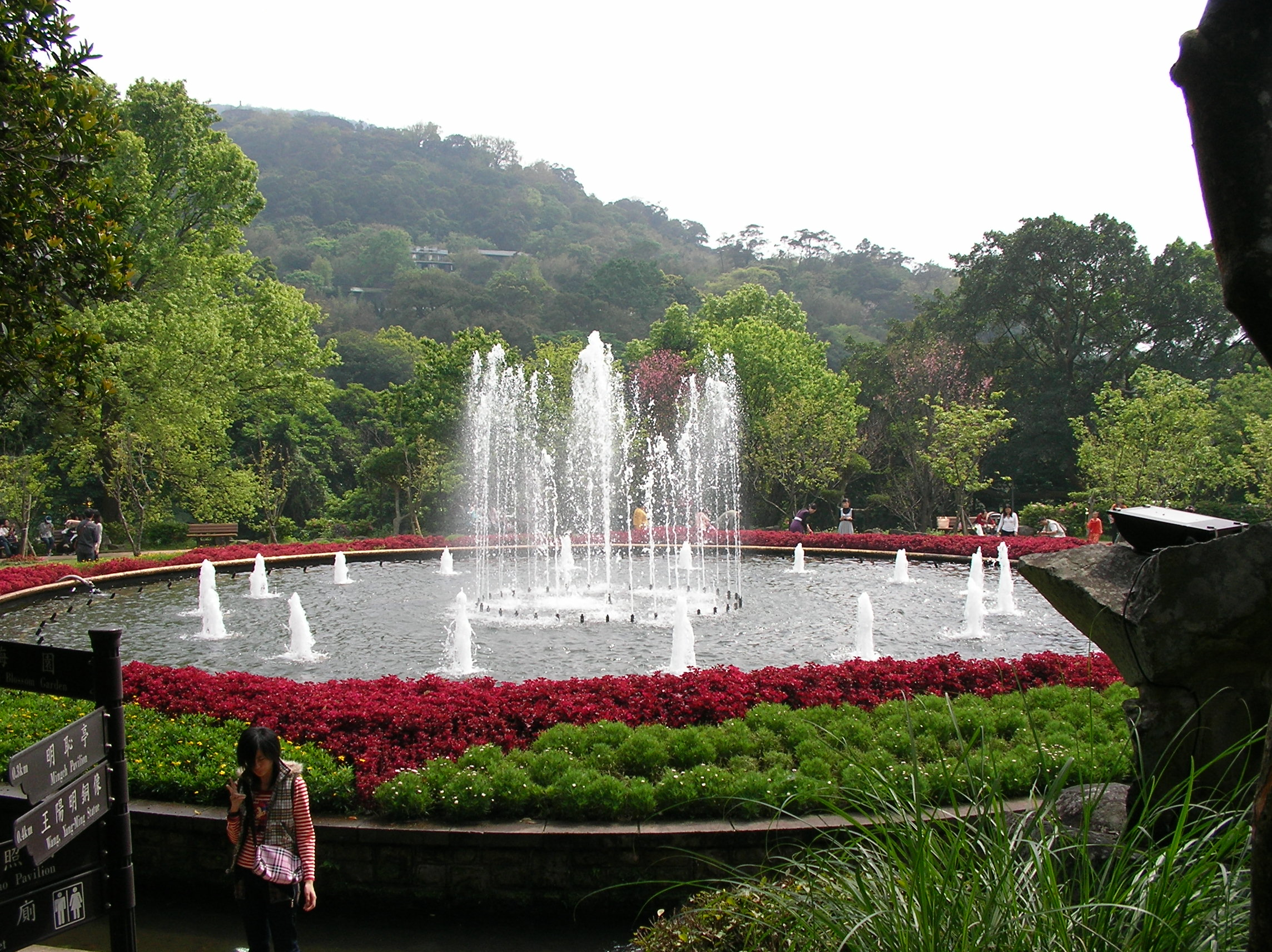
Font al costat del rellotge de flors del park de Yangming.